# Katja Schmidt-Piller
Katja Schmidt-Piller (* 31. März 1941 in Breitenbrunn; † 23. Mai 2007) war eine österreichische Schriftstellerin.

## Leben
Katja Schmidt-Piller besuchte in ihrem Geburtsort Breitenbrunn die Volksschule und in Eisenstadt die Hauptschule. Nach Ableisten der Unterrichtspflicht war sie als Taglöhnerin, später als Hilfsarbeiterin während der Zuckerrübenkampagne, als Stationsgehilfin, ÖBB-Reinigungsfrau und in anderen ungelernten Berufen tätig. Erste Veröffentlichungen von ihr erschienen ab 1962 in Zeitschriften und beim ORF, für dessen Studio Burgenland sie als freie Mitarbeiterin wirkte. Ab 1975 schrieb sie regelmäßig literarische und volkskundliche Beiträge für den Rundfunk. Sie publizierte Lyrik, Erzählungen und Hörspiele. Weiters gab sie Anthologien heraus, unter anderem eine Prosa-Anthologie burgenländischer Autorinnen (Margeriten und Mohn, 1993).
1979/1980 wurde Schmidt-Piller durch ein Staatsstipendium für Literatur unterstützt. 1980 erhielt sie den Förderungspreis für Publizistik der Burgenlandstiftung Theodor Kery und 1983 den Förderungspreis für Literatur der Theodor Körner-Stiftung. 1988 wurde sie für ihr Werk Kukuruz, eine Beschreibung der Arbeit auf den Harrachschen Maisfeldern, mit dem Luitpold-Stern-Förderungspreis des Österreichischen Gewerkschaftsbundes ausgezeichnet. Sie war Mitglied der Grazer Autorinnen Autorenversammlung, IG Autorinnen Autoren und Gewerkschaft Kunst, Medien, freie Berufe. 
Katja Schmidt-Piller lebte längere Zeit in Purbach am Neusiedler See, wo sie parallel zur Autorentätigkeit auch als Nebenerwerbsbäuerin arbeitete. Sie heiratete 1962 und wurde Mutter einer Tochter und eines Sohnes.

## Publikationen (Auswahl)
- Ich habe mir die Narrenkappe aufgesetzt. Eisenstadt Edition Roetzer 1978, ISBN 3-8537-4033-2.
- Guldani Beringa. Geschichten aus Breitenbrunn in burgenländischer Mundart, Erzählungen, Wels 1981
- In der Kampagne, Prosa, Eisenstadt 1981
- Breit um den Brunnen, Lyrik, Neusiedl/See 1985
- (Hg.): Licht und Schatten. Eisenstadt Edition Roetzer 1991, ISBN 3-8537-4200-9.
- Margeriten und Mohn, Prosa-Anthologie, Eisenstadt 1993
- Puabocha Gschichtn (Hg.), Eisenstadt 1984
- Hörspiel-Frauen / Frauen-Hörspiel, Eisenstadt 1989.